# خضير زلاطة
خضير زلاطة مواليد 26 سبتمبر 1938 في بغداد، هو عداء عراقي سابق في المسافات القصيرة وسباق «4×100م» تتابع. شارك في دورة الألعاب الأولمبية الصيفية عام 1960 في إيطاليا، ودورة الألعاب الأولمبية الصيفية عام 1964 في اليابان.

## الوفاة
توفي خضير زلاطة عام 2013م.

## روابط خارجية
- خضير زلاطة على موقع أوليمبيديا (الإنجليزية)